# Chór (antické divadlo)
Chór byl pěvecko-taneční soubor vystupující v antickém řeckém divadle. Byl tvořen souborem "herců/amatérských performerů"  takzvaných choreutů (řec. choreutés/choreutaí). Nejednalo se přímo o postavy v dnešním slova smyslu, protože performeři nevystupovali individuálně. Jednalo se o tzv. kolektivní postavu. Dnes je k nim nejblíže taneční company nebo sbor v některých operách. Vznik chóru Aristoteles vyvozuje ve své Poetice ze starších improvizovaných zpěvů (dithyrambů) k oslavě boha Dionýsa. Počet členů chóru byl v dithyrambech výjimečně až 100 choreutů. Nejčastěji však byl tvořen v tragédiích 12-15 muži a komediích až 24.  V antice hráli výhradně muži, i když je možné, že existovaly i ženské sbory. Ty se však neúčastnily představení divadelních her. Chór v komediích mohl hrát roli i různých zvířat a objektů, například vosy, ptáky, čápy, žáby, ryby nebo oblaka, lodě a počasí.

## Dějiny
Zpočátku byly všechny texty veršované a sbor pravděpodobně recitoval/zpíval verše v dórském nářečí (sólisté mluvili attičtinou). Jejich smyslem bylo vysvětlovat děj na jevišti a prezentovat, co by si divák měl myslet a nad čím by měl přemýšlet. Před přidáním prvního herce byl chór jediný a hlavní performer. Součástí Thespidovy inovace pravděpodobně bylo, že přidal prolog a verše (deklamované hercem ztělesňujícím postavy) k tomu, co dříve celé bylo vyprávění, které zpíval a tančil sbor a jeho náčelník. Postupně vliv sboru oslaboval s přidáním 2 herců (Aischylos) a později 3 herců (Sofokles). Spojení sboru s herci se však uvolňovalo a Eurípidés již tvořil i sborové písně, které na děj nenavazovaly. V době hellénistické sbor z tragédií a komedií vymizel. Za Plauta a Terentia už v textu výstupy sboru nenalezneme, ale přesto se usuzuje o vystupování pěveckého sboru v komediích o přestávkách. Zpěv chóru/sboru však s dějem již nikterak nesouvisel. Nezapisoval se a tudíž se nám ani nedochoval do dnešních dní. 
Existuje teorie, že úplné kořeny chóru mohou sahat až k "New ritualism" performované kómasty. Teorie vychází z ikonografických znázornění kómastů na antické keramice (převážně z Korintu a Athén) z období, ke kterému nám chybí písemné prameny.

## Specifika
Obvykle chór stál v obdélném tvaru. Náčelník sboru byl koryfaios. Někdy se sbor dělil na polosbory, vedli je dva pomocníci náčelníka takzvaní parastaté (řec. parastatés, stojící při někom). Písně provázel mimický tanec: vážný tanec tragédie (emmeleiá), veselý v komediích (kordax) a v satyrském dramatě (sikinnis). Hudební doprovod obstarával pištec hrající na dvojitou píšťalu (řec. aulos). Během hry herců stál sbor obrácen k jevišti a klidně pozoroval děj, nezasahoval do něho. Ve vážných okamžicích radil, těšil nebo uklidňoval. V písních sboru básník obvykle uplatňoval náboženské a mravní zásady. 
Většina antických tragédií začíná tzv. parodem (vstup chóru) v rozmezí 20-200 veršů. Následuje série epizod (epeisodia), jejichž počet kolísá od tří do šesti a které jsou odděleny sborovými písněmi (stasima), rozvíjí základní děj. Exodus, čili závěrečná scéna, zahrnuje odchod všech postav včetně sboru a náčelníka.
Chorégos (v dnešní smyslu sponzor) živil a šatil chór, herce i autora, před premiérou.

## Různé výklady
Podle Evy Stehlíkové chór antického dramatu představuje anonymní kolektivní postavu vtělenou do neindividualizované, ale přesně definované skupiny zastupující občanský kolektiv (často však sbor tvoří jen marginalizované skupiny obyvatel jako například starci, ženy nebo zajatkyně). Podle Johna Goulda chór primárně vnáší do fikce hlas kolektivní moudrosti, který usouvztažňuje děj. Pierre Vernant pojímá chór jako zástupce polis na scéně a celou tragédii (střet jednotlivce s lidem) tudíž jako reflexi demokracie. Navíc chór na rozdíl od protagonistů nepoužívá attické nářečí, ale stylizovaný archaický jazyk, čímž se divákům rozhodně spíš oddaluje, než přibližuje.